# Club Baloncesto Málaga 2010-2011
Questa voce raccoglie le informazioni riguardanti il Club Baloncesto Málaga nelle competizioni ufficiali della stagione 2010-2011.

## Stagione
La stagione 2010-2011 del Club Baloncesto Málaga è la 19ª nel massimo campionato spagnolo di pallacanestro, la Liga ACB.

## Roster
Aggiornato al 19 marzo 2022.
| Unicaja Málaga 2010-11 | Unicaja Málaga 2010-11 |
| Giocatori              | Staff tecnico          |
| ---------------------- | ---------------------- |

| N. | Naz.                                                | Ruolo | Nome                | Anno | Alt.   | Peso   |  |
| -- | --------------------------------------------------- | ----- | ------------------- | ---- | ------ | ------ |  |
| 4  | Spagna (bandiera)                                   | P     | Carlos Cobos        | 1988 | 192 cm |        |  |
| 5  | Spagna (bandiera)                                   | AP    | Berni Rodríguez (C) | 1980 | 197 cm | 92 kg  |  |
| 6  | Brasile (bandiera) · Spagna (bandiera)              | P     | Rafael Luz          | 1992 | 188 cm | 84 kg  |  |
| 7  | Grecia (bandiera)                                   | AG    | Giōrgos Printezīs   | 1985 | 206 cm | 105 kg |  |
| 8  | Spagna (bandiera)                                   | AP    | Pablo Almazán       | 1989 | 200 cm | 89 kg  |  |
| 9  | Uruguay (bandiera) · Spagna (bandiera)              | P     | Panchi Barrera      | 1985 | 193 cm | 85 kg  |  |
| 10 | Spagna (bandiera)                                   | A     | Carlos Jiménez      | 1976 | 204 cm | 100 kg |  |
| 11 | Serbia (bandiera)                                   | G     | Uroš Tripković      | 1986 | 197 cm | 84 kg  |  |
| 12 | Stati Uniti (bandiera) · Bulgaria (bandiera)        | P     | Roderick Blakney    | 1976 | 186 cm | 84 kg  |  |
| 14 | Spagna (bandiera)                                   | P     | Pepe Pozas          | 1992 | 182 cm | 80 kg  |  |
| 15 | Spagna (bandiera)                                   | AC    | Jorge Garbajosa     | 1977 | 206 cm | 111 kg |  |
| 16 | Spagna (bandiera)                                   | AG    | Guillem Rubio       | 1982 | 202 cm | 102 kg |  |
| 17 | Brasile (bandiera) · Spagna (bandiera)              | C     | Augusto Lima        | 1991 | 208 cm | 110 kg |  |
| 19 | Regno Unito (bandiera)                              | C     | Joel Freeland       | 1987 | 210 cm | 110 kg |  |
| 20 | Stati Uniti (bandiera)                              | P     | Terrell McIntyre    | 1977 | 175 cm | 81 kg  |  |
| 21 | Regno Unito (bandiera)                              | C     | Robert Archibald    | 1980 | 211 cm | 113 kg |  |
| 22 | Stati Uniti (bandiera)                              | G     | Billy Baptist       | 1987 | 196 cm | 88 kg  |  |
| 22 | Bosnia ed Erzegovina (bandiera) · Spagna (bandiera) | C     | Nedžad Sinanović    | 1983 | 221 cm | 110 kg |  |
| 23 | Stati Uniti (bandiera)                              | G     | Gerald Fitch        | 1982 | 191 cm | 85 kg  |  |
| 34 | Spagna (bandiera)                                   | AP    | Saúl Blanco         | 1985 | 196 cm | 95 kg  |  |

| Allenatore |
| - Aíto García (fino al 17 gennaio) - Chus Mateo (dal 18 gennaio)                                                                                  |
| Assistente/i |
| - Joaquim Costa (fino al 17 gennaio) - Ángel Sánchez-Cañete - Paco Aurioles (dal 18 gennaio) Legenda - (C) Capitano - (IN) Inattivo - Infortunato |

## Mercato

### Sessione estiva
| Acquisti | Acquisti         | Acquisti          | Acquisti      | Acquisti |
| R.a      | Nome             | da                | Modalità      |          |
| -------- | ---------------- | ----------------- | ------------- | -------- |
| AG       | Hrvoje Perić     | Zara              | definitivo    |          |
| P        | Panchi Barrera   | León              | definitivo    |          |
| P        | Terrell McIntyre | Mens Sana Siena   | definitivo    |          |
| AP       | Pablo Almazán    | Plasencia         | definitivo    |          |
| G        | Uroš Tripković   | Joventut Badalona | definitivo    |          |
| P        | Rai López        | San Sebastián     | fine prestito |          |

| Cessioni | Cessioni         | Cessioni          | Cessioni         | Cessioni |
| R.       | Nome             | a                 | Modalità         |          |
| -------- | ---------------- | ----------------- | ---------------- | -------- |
| P        | Joseph Gomis     | Spirou Charleroi  | fine contratto   |          |
| G        | Gary Neal        | San Antonio Spurs | fine contratto   |          |
| AP       | Jiří Welsch      | Estudiantes       | fine contratto   |          |
| P        | Omar Cook        | Valencia          | fine contratto   |          |
| G        | Miki Servera     | Minorca           | fine contratto   |          |
| P        | Zabian Dowdell   | Tulsa 66ers       | fine contratto   |          |
| AG       | Hrvoje Perić     | Pall. Treviso     | prestito         |          |
| C        | Nedžad Sinanović | Axarquía          | rinnovo prestito |          |
| P        | Rai López        | Atapuerca Burgos  | prestito         |          |

### Dopo l'inizio della stagione
| Acquisti | Acquisti         | Acquisti                           | Acquisti         | Acquisti      |
| R.       | Nome             | da                                 | Data             | Modalità      |
| -------- | ---------------- | ---------------------------------- | ---------------- | ------------- |
| P        | Roderick Blakney | Free agent                         | 20 novembre 2010 | definitivo    |
| G        | Billy Baptist    | Northwestern Indiana Magical Stars | 1 dicembre 2010  | definitivo    |
| G        | Gerald Fitch     | Aliağa Petkim                      | 25 gennaio 2011  | definitivo    |
| C        | Nedžad Sinanović | Axarquía                           | 23 febbraio 2011 | fine prestito |
| AG       | Jorge Garbajosa  | Real Madrid                        | 15 marzo 2011    | definitivo    |
| P        | Panchi Barrera   | Granada                            | 7 marzo 2011     | fine prestito |

| Cessioni | Cessioni          | Cessioni    | Cessioni         | Cessioni       |
| R.       | Nome              | a           | Data             | Modalità       |
| -------- | ----------------- | ----------- | ---------------- | -------------- |
| G        | Billy Baptist     | Free agent  | 31 dicembre 2010 | fine contratto |
| P        | Panchi Barrera    | Granada     | 6 gennaio 2011   | prestito       |
| C        | Augusto Lima      | Granada     | 26 gennaio 2011  | prestito       |
| C        | El Hadji Fall     | Guadalajara | febbraio 2011    | prestito       |
| AG       | Giōrgos Printezīs | Olympiakos  | 27 aprile 2011   | rescissione    |
| P        | Rafael Luz        | Granada     | 10 marzo 2011    | prestito       |
| P        | Panchi Barrera    | Free agent  | 7 marzo 2011     | rescissione    |